# Livet på en pinne (sång)
Livet på en pinne är en sång, framförd av Edward Blom, som det fjärde bidraget i den första deltävlingen i Melodifestivalen 2018.
Det var Edward Bloms debutlåt i Melodifestivalen. Låten är skriven av Thomas G:son, Stefan Brunzell, Kent Olsson och Edward Blom. Låten kom på femte plats i deltävlingen vilket förvånade Blom då han trodde att han skulle få en sämre placering.